# Achias sciotus
Achias sciotus är en tvåvingeart som beskrevs av Mcalpine 1994. Achias sciotus ingår i släktet Achias och familjen bredmunsflugor. Inga underarter finns listade i Catalogue of Life.